# Tempio di Vesta (Tivoli)
Il tempio di Vesta è un tempio di epoca romana situato nell'acropoli di Tivoli, in provincia di Roma, non distante dal tempio della Sibilla.

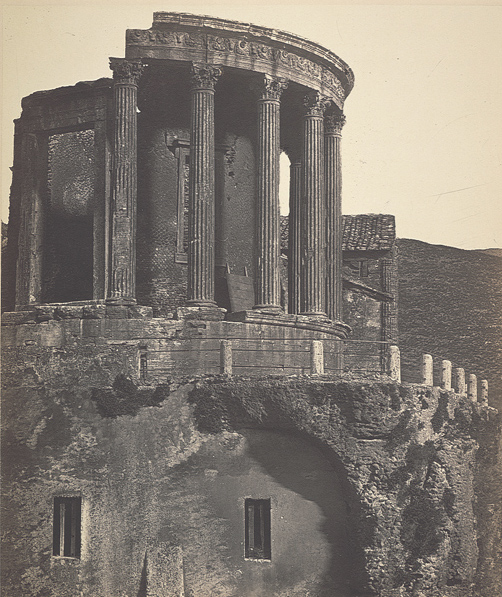
Il tempio verso il 1858

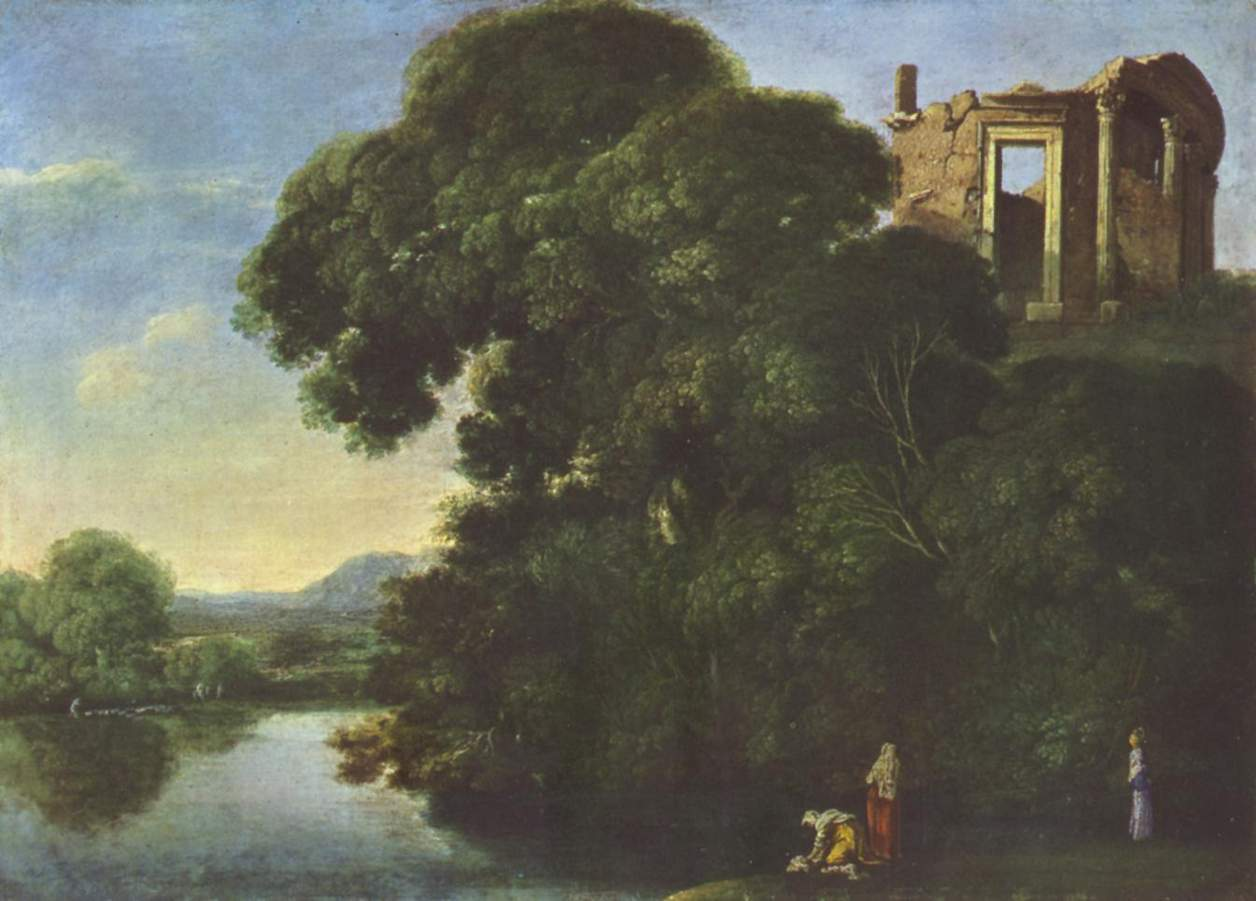
Tempio di Vesta a Tivoli, dipinto di Adam Elsheimer

## Storia e struttura
Costruito nella prima metà del I secolo avanti Cristo e restaurato poi da Lucio Gellio, in epoca medievale fu trasformato in una chiesa, con il nome di Santa Maria Rotonda. In epoca recente, dopo secoli di incuria e saccheggio, fu ripristinato quanto restava dell'antica struttura; tracce di pitture cristiane (Maria Vergine affiancata da due Santi) sopravvissero all'interno della cella fino all'inizio del XX secolo. 
Il tempio a pianta circolare è di tipo monoptero, di 14,25 metri di diametro, su un podio in calcestruzzo alto 2,39 metri, cinto in origine da un ordine architettonico in travertino con 18 colonne d'ordine corinzio, finemente intagliate e scanalate. Restano solo 10 colonne sorreggenti una trabeazione il cui fregio è decorato con bucrani e festoni. 
All'interno, la cella presenta muri in calcestruzzo, trattati ad opus incertum. Se deriva dalla tradizione templare medio-italica l'alto basamento cilindrico rivestito in conci di travertino ad opus quadratum, il soffitto a cassettoni del portico anulare è un ulteriore elemento di evidente derivazione ellenistica. Sul tutto doveva innalzarsi un tipico tetto conico.

## Riproduzioni e imitazioni
Il tempio fu riscoperto e studiato da famosi artisti del Rinascimento, come Sebastiano Serlio e l'architetto Andrea Palladio, che ne fecero studi accurati nei loro trattati sull'architettura. Nel 1740 il tempio di Vesta fu riprodotto nelle incisioni di Giovanni Battista Piranesi e nell'800 appare nei quadri di numerosi artisti romantici. 
Molti edifici neoclassici, riproducono in tutto o in parte lo stile armonioso del tempio di Vesta di Tivoli,  come in Inghilterra il "Tivoli Corner" della Bank of England costruita nel 1794-79 da Sir John Soane, il Mussenden Temple in Irlanda del Nord  e il tempio della Sibilla a Puławy in Polonia. 

## Altre immagini

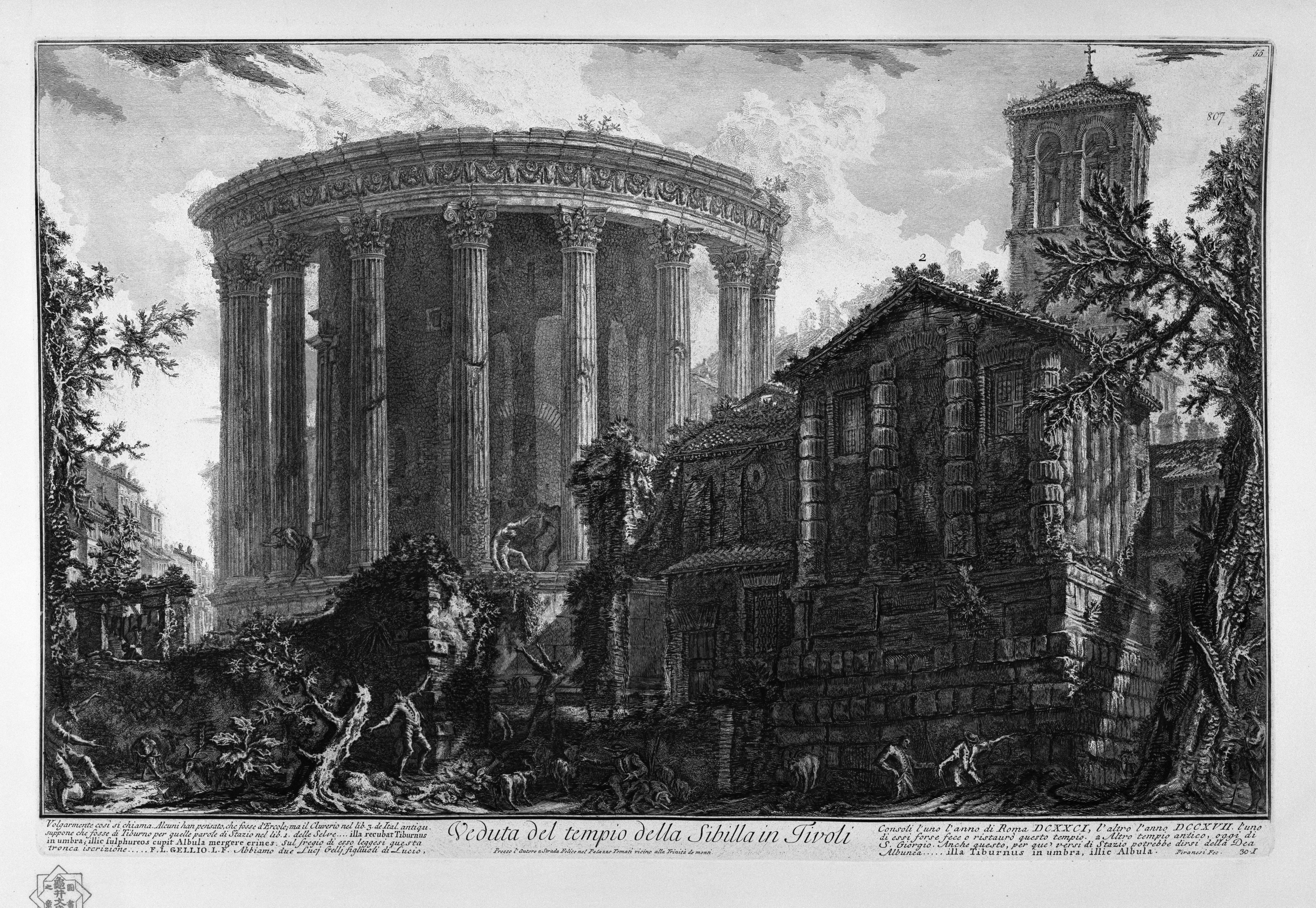
Incisione di Giovanni Battista Piranesi della metà del XVIII secolo
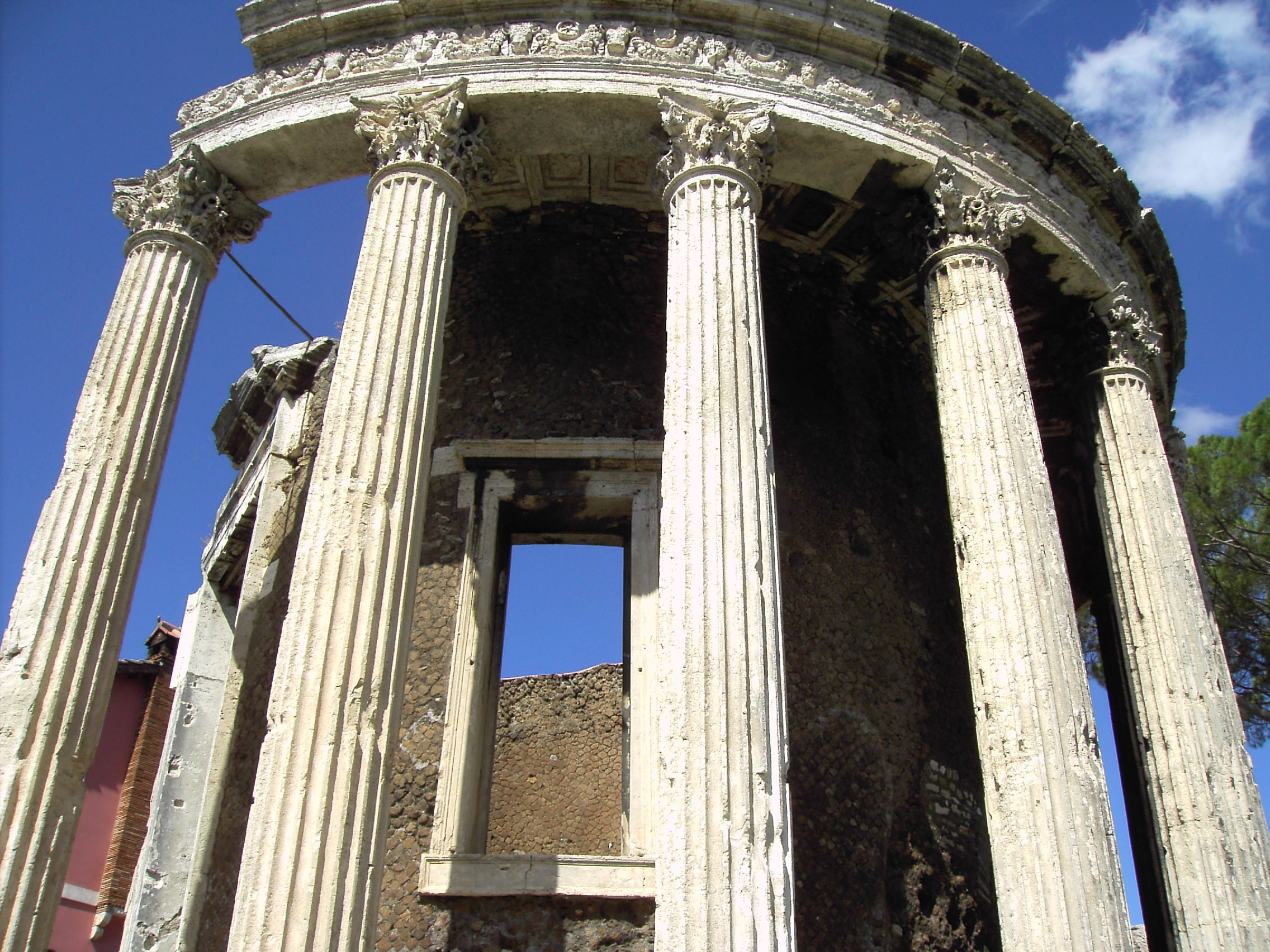
Veduta del tempio
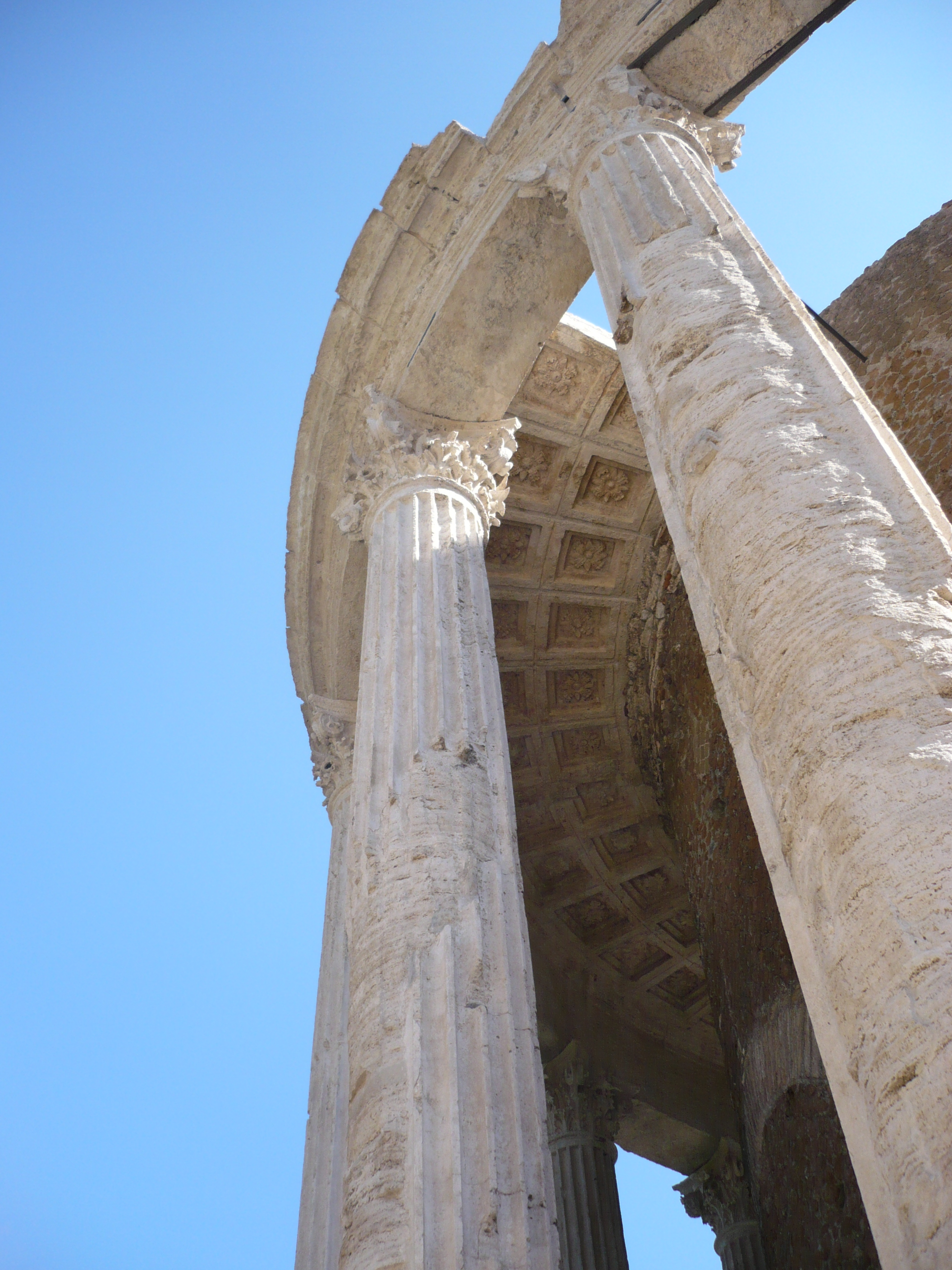
Il soffitto a cassettoni dell'ambulacro
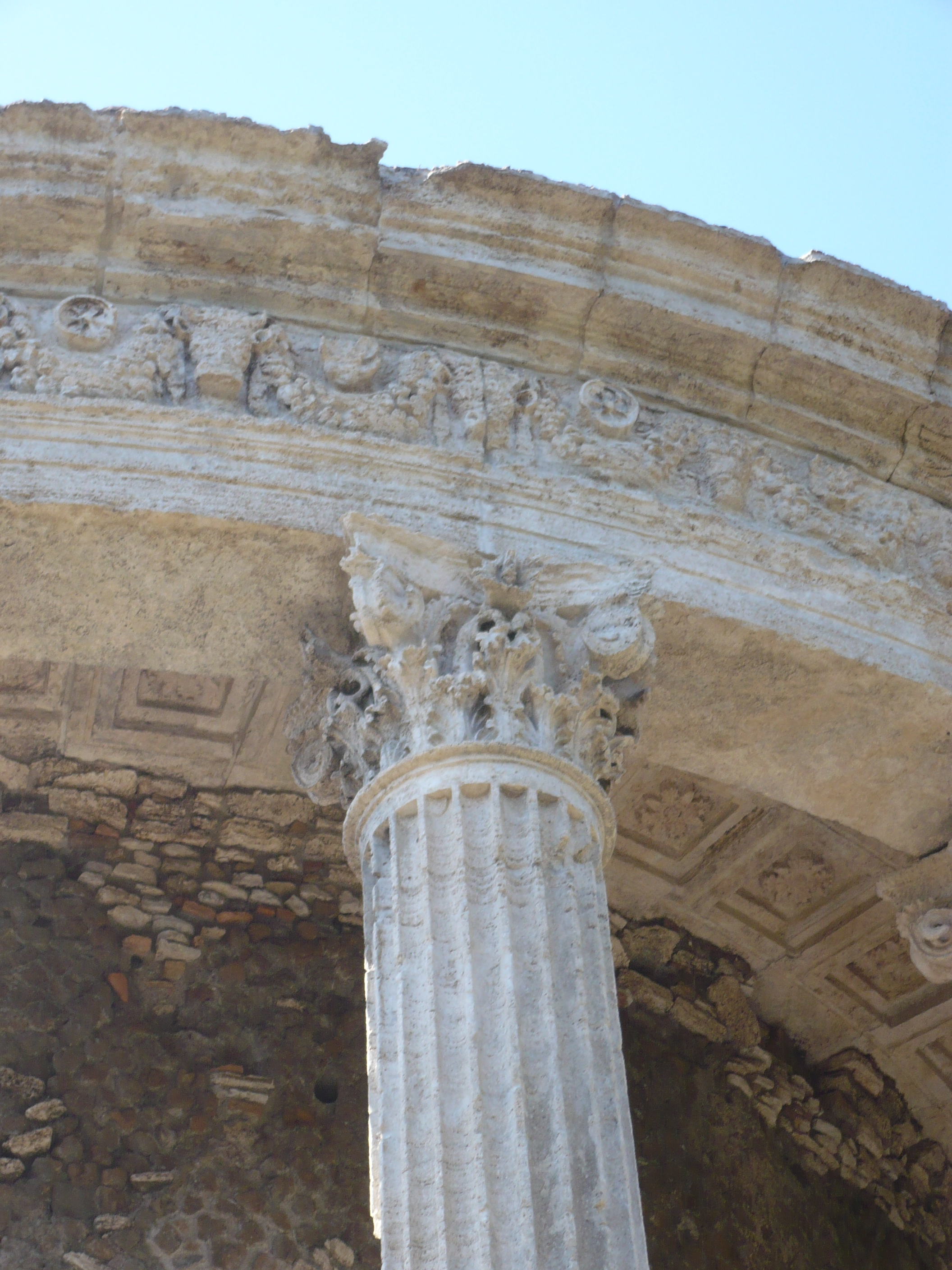
Un capitello corinzio
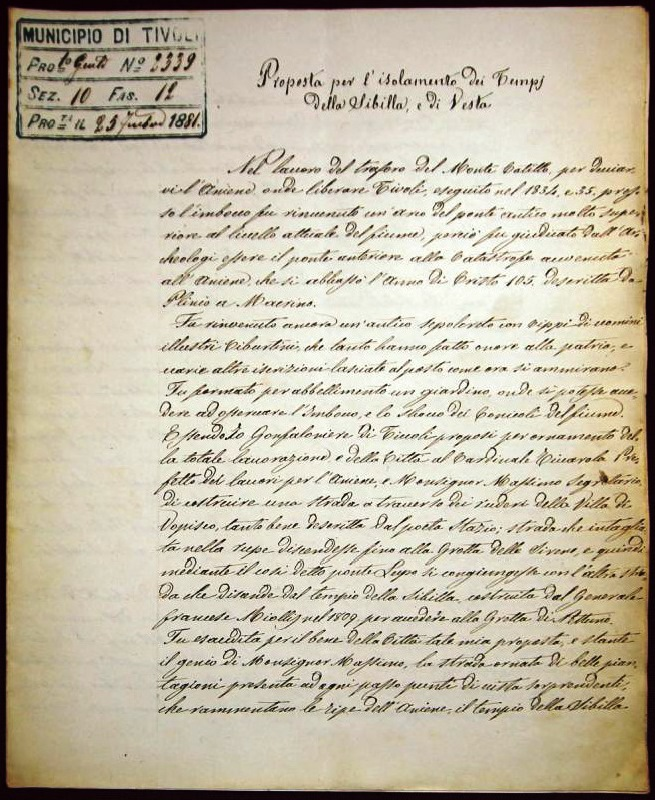
Richiesta di isolamento dei templi di Vesta e Sibilla fatta nel 1881 da Francesco Bulgarini

### Annotazioni
1. ↑  Sull’architrave una scritta mutila ci fa capire chi curò il restauro del tempio: «(curant)E L. GELLIO L. F.», cioè «a cura di Lucio Gellio, figlio di Lucio».

### Riferimenti
1. ↑   Giovanni Carlo Crocchiante, L'Istoria delle Chiese della città di Tivoli (PDF), stamperia di G.Mainardi, 1726,  p. 249-251.
2. ↑   Pirro Ligorio, Libro dell'antica città di Tivoli e di alcune famose ville., De Luca Editori d'Arte, 2005,  p. 17, ISBN 888016709X.
3. ↑   J.B. Ward-Perkins, Architettura Romana', Mondadori, 1989,  p. 39, ISBN 8843524739.